# Classe Admiralty M
Les destroyers de la classe Admiralty M étaient un type de contre-torpilleurs produit par le Royaume-Uni à son entrée dans la Première Guerre mondiale.

## Conception
Outre la production planifiée en temps de paix, un grand nombre d'unités supplémentaires fut commandé rapidement au titre de l'Emergency War Programme (en). Si bien que ce groupe de bâtiments devint le modèle de destroyer le plus courant au cours de la guerre. 
Il en fut produit un total de soixante quatorze unités, réparties sur douze chantiers navals. Malgré cette grande production dispersée, le plan d'ensemble et les caractéristiques restèrent assez similaires pour toute la série.
Tous se caractérisaient par leurs trois petites cheminées rondes et l'emplacement de leur troisième canon, qui se trouvait entre la deuxième et la troisième cheminée. 
Six d'entre eux furent construits avant guerre, au titre du programme naval, 1913/1914 : Les HMS Milne, Morris, Moorsom, Murray, Myngs et  Matchless.
Ils furent suivis par quarante-cinq autres navires, puis une dernière série de 23 Repeat M. 